# Friedrich Wilhelm von Hobe
Friedrich Wilhelm von Hobe (* 30. Januar 1792 in Habelschwerdt; † 20. Februar 1866 in Frankfurt (Oder)) war ein preußischer Generalleutnant und Ritter des Johanniterordens.

## Leben

### Herkunft
Friedrich Wilhelm war ein Sohn des preußischen Majors Karl Wilhelm von Hobe (1741–1806) und dessen Ehefrau Christiania Friederike Henriette, geborene von Below (1758–1792) aus dem Hause Wendorf.

### Militärkarriere
Hobe trat am 31. Januar 1802 als Gefreitenkorporal in das Infanterieregiment „von Sanitz“ der Preußischen Armee ein und avancierte Mitte November 1805 zum Portepeefähnrich. Im Vierten Koalitionskrieg wurde er in der Schlacht bei Jena am Fuß verwundet. Auf dem Rückzug kam er in die Festung Magdeburg, wo er mit deren Kapitulation in Gefangenschaft geriet. Hobe konnte aber entkommen und nahm an den Gefechten bei Glatz, Kanth, Wartha und Rothwaltersdorf teil.
Nach dem Krieg wurde er am 31. Juli 1809 zum Sekondeleutnant befördert, dem 2. Schlesische Infanterie-Regiment aggregiert und am 11. Oktober 1809 einrangiert. Während des Feldzugs gegen Russland kämpfte Hobe 1812 in den Gefechten bei Wollgund, Kyopen und Gräfenthal.
Während der Befreiungskriege erwarb er sich in der Schlacht bei Großgörschen das Eiserne Kreuz II. Klasse und bei Bautzen den Orden des Heiligen Wladimir IV. Klasse mit Schleife. Im Jahr darauf erhielt er für die Schlacht bei Arcis-sur-Aube den Orden der Heiligen Anna III. Klasse und kämpfte bei Paris. 1815 erwarb er bei Waterloo das Eiserne Kreuz I. Klasse. Auch befand er sich in den Gefechten bei Dannigkow, Wittenberg, Waldheim, Nossen, Wilsdruff, Bischofswerda, Borna, Brienne, Nogenat, Mery, Troyes, La Fere Champenoise, Claye und Aubersville. In der Zeit wurde er am 14. April 1815 zum Premierleutnant befördert.
Nach dem Krieg wurde er am 24. Mai 1816 als Adjutant der Brigade nach Danzig versetzt und Ende März 1817 zum Kapitän befördert. Er wurde am 6. Juni 1820 dann Adjutant der 11. Brigade, am 5. April 1824 kam er als Adjutant zur 11. Landwehr-Brigade, am 3. August 1828 als Adjutant zum Gouvernement nach Breslau, und am 13. Juni 1827 als Adjutant zurück zur 11. Division. Am 30. März 1829 wurde Hobe dem 33. Infanterie-Regiment aggregiert und am 31. März 1829 als ältester Kompaniechef in das Regiment einrangiert. Er wurde am 30. März 1830 zum Major befördert und kam als Kommandeur des II. Bataillons zum 11. Landwehr-Regiment. Am 30. März 1836 wurde er in das 11. Infanterie-Regiment versetzt und Mitte September 1840 zum Oberstleutnant befördert. Am 7. April 1842 beauftragte man ihn zunächst mit der Führung des 10. Infanterie-Regiments und ernannte ihn am 10. Januar 1843 zum Regimentskommandeur. In dieser Stellung stieg Hobe am 22. März 1843 zum Oberst auf, erhielt dann am 16. April 1848 das Kommando über die 5. Landwehr-Brigade und wurde am 21. Mai 1848 dem 10. Infanterie-Regiment aggregiert. Am 8. Mai 1849 erfolgte seine Beförderung zum Generalmajor.
Am 31. Januar 1852 beging Hobe sein 50-jähriges Dienstjubiläum. Am 4. Mai 1852 kam er als Kommandeur in die 10. Infanterie-Brigade und in dieser Stellung erhielt er am 21. September 1853 den Roten Adlerorden II. Klasse mit Eichenlaub. Unter Verleihung des Charakters als Generalleutnant nahm er am 5. Mai 1855 seine Abschied mit Pension. Noch am 24. Oktober 1861 erhielt er das Waldecksche Militärverdienstkreuz I. Klasse. Er starb am 20. Februar 1866 in Frankfurt (Oder).

### Familie
Hobe heiratete am 7. Juli 1818 in Danzig Henriette Wilhelmine Auguste Luise Hellwig (1800–1856), eine Tochter des Kaufmanns Karl Wilhelm Hellwig aus Danzig. Das Paar hatte mehrere Kinder:
- Karl Friedrich Ludwig (*/† 1819)
- Karl Friedrich Ludwig Leopold (1820–1822)
- Karl Friedrich Wilhelm Ludwig (1822–1897), Oberstleutnant a. D. ⚭ 1861 Auguste Sempach (1829–1908)
- Ida Eleonore Ottilie Luise (1824–1900) ⚭ 1846 Heinrich Hugo von Rheinbaben (1815–1885).[2]
- Marie Luise Wilhelmine Mathilde Eugenie (1827–1900) ⚭ 1867 N.N. Flaminius († 1897), Geheimer Oberfinanzrat
- Karl Friedrich Wilhelm (1828–1907), Major a. D. ⚭ 1863 Magarethe von Humbracht (1831–1903)
- Luise Adolphine Elfriede Wilhelmine (1830–1899)
- Henriette Anna Wilhelmine Albertine Luise (1832–1918), Stiftsdame in Heiligengrabe
- Anna Amalie Eleonore Henriette Frederike Luise (1836–1907), Stiftsdame in Heiligengrabe
- Eugen Emanuel Kurt (1838–1839)
- Kurt Friedrich Wilhelm Eugen (1840–1843)
- Kurt Friedrich Wilhelm (1843–1870), gefallen bei Spichern als Sekondeleutnant im Grenadier-Regiment Nr. 12 ⚭ 1869 Adele von Negelein (1845–1902). Sie heiratete 1876 den Studienrat Maximilian Sohr († 1917) und deren Tochter Agathe heiratete den Physiker Johannes Harting.